# Ry Tanindraza nay malala ô
Ry Tanindraza nay malala ô is sinds 1958 het volkslied van het Afrikaanse land Madagaskar. In 1958 kreeg het land autonomie, twee jaar voordat het onafhankelijk werd van Frankrijk. In 1958 en kreeg het land buiten het volkslied ook een nieuwe vlag. De tekst van dit volkslied is in de nationale taal van Madagaskar, het Malagasy. Het volkslied is gecomponeerd door Norbert Raharisoa en de tekst ervan is geschreven door Pasteur Rahajason. Onderaan deze pagina staat een vertaling van deze tekst via het Engels in het Nederlands.

## Tekst
I
Ry Tanindrazanayeztera malala o!
Ry Madagasikara soa
Ny Fitiavanay anao tsy miala,
Fa ho anao doria tokoa
Fiverenena:
Tahionao ry Zanahary
Ity Nosin-dRazanay ity
Hiadana sy ho finaritra
He! Sambatra tokoa izahay.

II
Ry Tanindrazanay malala o!
Irinay mba hanompoana anao
Ny tena sy fo fanahy anananay,
Zay sarobidy sy mendrika tokoa
Fiverenena
III
Ry Tanindrazanay malala o!
Irinay mba hitahiana anao,
Ka ilay Nahary izao tontolo izao
No fototra ijoroan'ny satanao.
Fiverenena

## Indirecte Nederlandse vertaling (via het Engels)
O, ons geliefde vaderland
O, mooi Madagaskar
Onze liefde zal nooit vergaan
Maar zal eeuwig blijven bestaan
REFREIN:
O, Heer Schepper, zegent U
Dit eiland van onze vaderen,
Dat het gelukkig moge zijn, en welvarend
Ter genoegdoening van onszelf.
O, ons geliefde vaderland
Laat ons uw dienaar zijn
Met lichaam, hart en geest
In kostbare en waardige dienst
REFREIN
O, ons geliefde vaderland
Moge God u zegenen,
Die alle landen geschapen heeft;
Zodat Hij u onderhoudt
REFREIN
Onafhankelijke staten: Algerije · Angola · Benin · Botswana · Burkina Faso · Burundi · Centraal-Afrikaanse Republiek · Comoren · Congo-Brazzaville · Congo-Kinshasa · Djibouti · Egypte · Equatoriaal-Guinea · Eritrea · Ethiopië · Gabon · Gambia · Ghana · Guinee · Guinee-Bissau · Ivoorkust · Kaapverdië · Kameroen · Kenia · Lesotho · Liberia · Libië · Madagaskar · Malawi · Mali · Marokko · Mauritanië · Mauritius · Marokko · Mozambique · Namibië · Niger · Nigeria · Oeganda · Rwanda · Sao Tomé en Principe · Senegal · Seychellen · Sierra Leone · Somalië · Soedan · Swaziland · Tanzania · Tsjaad · Togo · Tunesië · Zambia · Zimbabwe · Zuid-Afrika · Zuid-Soedan
Niet algemeen erkende landen: Somaliland · Westelijke Sahara
Afhankelijke gebieden: Mayotte · Réunion (onofficieel) · Saint Helena, Ascension and Tristan da Cunha (onofficieel)